# Great Lakes Sport Trainer
Die Great Lakes Sport Trainer ist ein Sportflugzeug der Great Lakes Aircraft Company. Es handelt sich um einen offenen, zweisitzigen Doppeldecker, der zum Kunstflug geeignet ist. Sie wurde zunächst von 1929 bis 1933 gefertigt und in den 1970er Jahren neu aufgelegt. Die Versionen 2T-1A-1 und 2T-1A-2 wurden bis 1980 von der Great Lakes Aircraft Company in Wichita (Kansas) hergestellt. Seit 2011 fertigt WACO Aircraft die 2T-1A-2 in Michigan.

## Geschichte
Piloten, die in den 30er Jahren die Sport Trainer in Stuntshows in den USA flogen, erklärten diesen Doppeldecker zu einem der besten Flugzeuge, das es je gab. Zu dieser Zeit flogen in den USA etwa 100 Great Lakes der Baujahre 1929 bis 1931, überwiegend mit 90-PS-Reihenmotoren. Bekannte Kunstflugpiloten installierten aber auch damals schon Sternmotoren bis zu 185 PS.
Infolge der Weltwirtschaftskrise musste 1933 auch die Great Lakes Aircraft Company die Produktion einstellen. Im Jahre 1966 suchte der Amerikaner Harvey S. Swack für Museen alte Great Lakes, erwarb bei dieser Gelegenheit die Rechte an diesem Flugzeug und entwickelte Pläne und Bausätze für Selbstbauer. 1972 verkaufte er die Rechte an Doug Champlin, der bald darauf eine zweite industrielle Fertigung aufbaute und 1974 mit der Produktion neuer Flugzeuge begann, zunächst 10 Flugzeuge im Standard 1929 mit 140-PS-Boxermotor und Festpropeller.
Später folgte eine Maschine im Standard 1931 mit 180-PS-Lycomingmotor und Constant-Speed-Propeller. Diese Maschine ist unter dem Kennzeichen D-EBGL in Deutschland zugelassen. Ab Baujahr 1977 wurde die Produktion nochmals geändert, der Doppeldecker erhielt eine höhere Abflugmasse, vier Querruder und höhere g-Zulassung. In den vergangenen Dekaden änderten sich die Eigentumsverhältnisse an der Firma noch zweimal. Ende der 80er Jahre wurde die Fertigung wegen der extremen Produkthaftung eingestellt. Gebaut wurden in der 2. Produktionsreihe etwa 150 Doppeldecker, davon fliegen vier Maschinen in Europa.

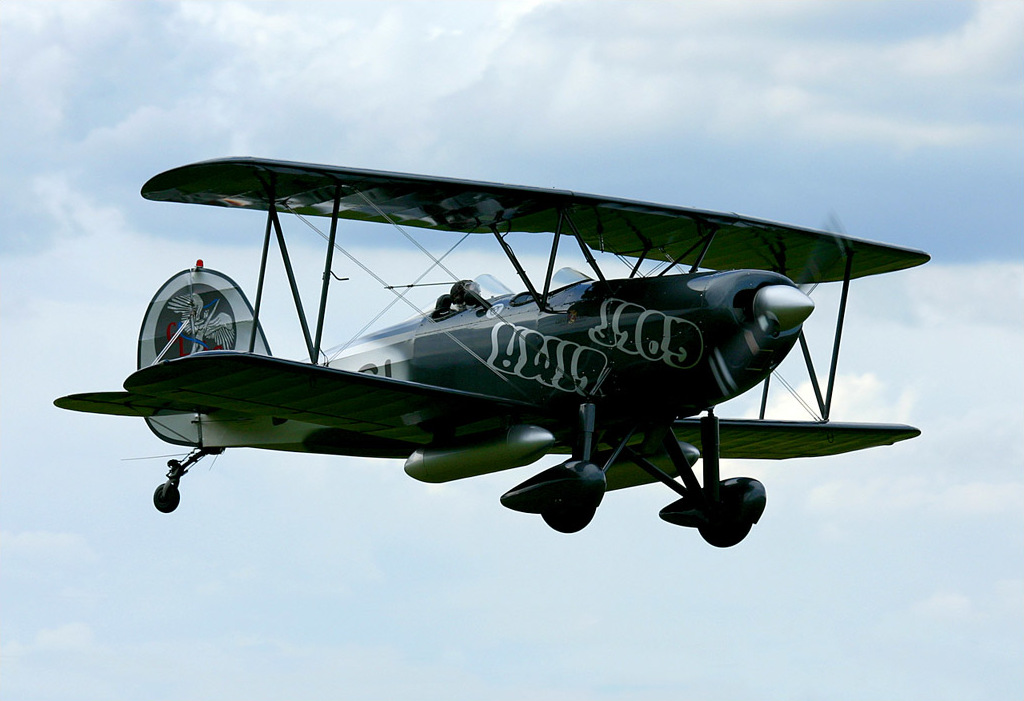
Great Lakes D-EBGL

## Technische Daten
| Kenngröße             | Daten der 2T-1                                                                    |
| --------------------- | --------------------------------------------------------------------------------- |
| Spannweite            | 8,13 m (oben und unten)                                                           |
| Tragflächentiefe      | 1,17 m                                                                            |
| Flügelfläche          | 9,01 m² (oben), 8,42 m² (unten)                                                   |
| Länge                 | 6,20 m                                                                            |
| Höhe                  | 2,39 m                                                                            |
| Leermasse             | 500 kg                                                                            |
| max. Startmasse       | 717 kg                                                                            |
| Höchstgeschwindigkeit | 185 km/h                                                                          |
| Reisegeschwindigkeit  | 156 km/h                                                                          |
| Landegeschwindigkeit  | 72 km/h                                                                           |
| Dienstgipfelhöhe      | 3800 m                                                                            |
| Antrieb               | 1 × Vierzylinder-Reihenmotor American Cirrus Engines (ACE) Cirrus Mk. 3 mit 85 PS |

## Varianten
2T-1 (ATC #167)
Ausgangsvariante, Erstflug 1929, 40 bis 50 Exemplare gebaut
2T-1A (ATC #228)
1929, American-Cirrus-Triebwerk mit 90 PS, verstärkte Leitwerkstruktur, Für Modelljahr 1931 veränderte Motorabdeckung, vergrößerte Leitwerksflächen mit dadurch 15 cm größerer Gesamtlänge, meistens Niederdruck-Air-Wheels, etwa 200 gebaut
2T-1E (ATC #354)
1930, 95-PS-Cirrus-Hi-Drive mit hängenden Zylindern als Antrieb, 12 gebaut
2T-1A-1
gebaut von Oktober 1973 bis 1978, 140 PS-Lycoming-Motor, über 100 gebaut.
Maximale Reichweite 300 Meilen
Maximales Startgewicht 816 kg
2T-1A-2
von 1978 bis 1980 gebaut, seit 2011 von WACO Aircraft gebaut
Maximales Startgewicht 816 kg, Höchstgeschwindigkeit 246 km/h, Vierzylinder-Boxermotor Lycoming AEIO-360 mit 180 PS
Spannweite 8,12 m
Länge 6,20 m